# Тлустый, Иржи
Иржи Тлусты (чеш. Jiří Tlustý; род. 16 марта 1988, Слани) — чешский хоккеист, правый крайний нападающий. На драфте НХЛ в 2006 году выбран в 1 раунде под общим 13-м номером клубом «Торонто Мейпл Лифс». С конца 2016 года не играл из-за травмы запястья. Летом 2018 года объявил о завершении хоккейной карьеры.

## Игровая карьера
14 июля 2006 года Тлустый подписал трехлетний контракт новичка с «Торонто Мейпл Лифс». 25 сентября был отправлен в фарм-клуб «Кленовых листьев» — «Торонто Марлис». В шести последующих играх за «Торонто Марлис» забросил 3 шайбы и отдал 1 результативную передачу. В конце октября 2006 года, Тлустый, был отправлен в команду «Су-Сент-Мари Грейхаундз», которая выступает в Хоккейной лиге Онтарио. После 13 проведенных игр за «Су-Сент-Мари Грейхаундз» у Иржи было выявлено растяжение связок голеностопа. Эта травма не дала ему возможности играть на протяжении шести недель, и не позволила молодому игроку выступить в составе сборной Чехии на Молодёжном чемпионате мира 2007 года, хотя он был включен в заявку своей команды на турнир.
Свой первый регулярный сезон в Хоккейной лиге Онтарио закончил имея в активе 13 шайб, 21 результативную передачу в 37 играх. В первом раунде плей-офф «Су-Сент-Мари Грейхаундз» одолели «Сагино Спирит» в шести матчах серии. Во втором раунде «Су-Сент-Мари Грейхаундз» не смогли преодолеть барьер в лице «Лондон Найтс» уступив в семи матчах серии. По результатам плей-офф, Тлустый, провел на льду 13 матчей, в которых отличился 9 раз и отметился 8 результативными передачами, заработав в общей сложности 17 очков.
В межсезонье принял участие в тренировочном сборе «Торонто Мейпл Лифс». В предсезонных играх за «Мейпл Лифс» провёл на льду четыре матча, отметившись тремя результативными передачами. Но закрепиться в основном составе «Кленовых листьев» не смог, и начал сезон в АХЛ сыграв пять матчей за «Торонто Марлис».
Дебют Тлустого в НХЛ состоялся 25 октября 2007 года в матче против «Питтсбург Пингвинз». В первом же официальном матче за «Мейпл Лифс» забросил 2 шайбы.
15 января 2009 года записывает на свой счет все 3 результативные передачи своей команды в матче против «Каролина Харрикейнз».
18 февраля 2009 года играя в составе «Торонто Марлис» забросил 5 шайб в ворота «Сиракьюз Кранч», установив рекорд по количеству шайб заброшенных хоккеистом в одном матче ни только для «Торонто Марлис», но и для АХЛ.
4 марта 2009 года устанавливает ещё один рекорд для «Торонто Марлис» по количеству очков заработанных в одном матче, сделав дубль, и отдав четыре результативные передачи в игре против «Провиденс Брюинз». «Марлис» выиграли тот матч со счетом 6-4.
3 декабря 2009 года Тлустый был обменян в «Каролина Харрикейнз» на нападающего Филиппа Парадайса. Вскоре, 11 декабря 2009 года, сыграл свою первую игру за новую команду в матче против «Вашингтон Кэпиталз», в которой отметился голом.
1 июля 2010 года подписал годичный контракт с «Каролина Харрикейнз», с зарплатой 500 тыс. долл. в год.
По окончании сезона 2010/2011, 1 июля 2011 года продлевает контракт с «Ураганами» ещё на один год, с зарплатой в 525 тыс. долл. в год. Третий сезон в составе «Каролина Харрикейнз» становится для Тлустого весьма успешным 17 шайб 19 результативных передач записал на свой счет нападающий в 79 играх, а 36 заработанных очков внесли весомый вклад в принятие решения руководством «Харрикейнз» подписать новый двухлетний контракт с Иржи,, общей стоимостью 3,2 млн долл. (в среднем 1,6 млн долл. за сезон).
Во время локаута в НХЛ играл в Чешской экстралиге за хоккейный клуб «Рытиржи Кладно». В укороченном из-за локаута сезоне 2012/2013 играл бок о бок с Александром Семиным и Эриком Стаалом. Тлустый забросил 23 шайбы в 48 матчах финишировав на пятом месте в списке бомбардиров лиги, тем самым установив для себя личный рекорд по количеству шайб за сезон в НХЛ.
Играл на Чемпионате мира 2013 в составе сборной Чехии.
25 февраля 2015 года перешёл из «Каролины» в «Виннипег Джетс» в обмен на выбор в пятом раунде драфта 2015 года и выбор в шестом раунде драфта 2016 года.

## Статистика

### Регулярный сезон и плей-офф
| 2005-06   | Кладно                  | Чешская экстралига | 44  | 7  | 3  | 10  | 51 | —  | — | — | —  | —  |
| 2006-07   | Торонто Марлис          | АХЛ                | 6   | 3  | 1  | 4   | 4  | —  | — | — | —  | —  |
| 2006-07   | Солт Сти Мэри Грейхандз | ОХЛ                | 37  | 13 | 21 | 34  | 28 | 13 | 9 | 8 | 17 | 14 |
| 2007-08   | Торонто Марлис          | АХЛ                | 14  | 7  | 11 | 18  | 8  | 19 | 2 | 8 | 10 | 8  |
| 2007-08   | Торонто Мейпл Лифс      | НХЛ                | 58  | 10 | 6  | 16  | 14 | —  | — | — | —  | —  |
| 2008-09   | Торонто Мейпл Лифс      | НХЛ                | 14  | 0  | 4  | 4   | 0  | —  | — | — | —  | —  |
| 2008-09   | Торонто Марлис          | АХЛ                | 66  | 25 | 41 | 66  | 26 | 6  | 1 | 2 | 3  | 2  |
| 2009-10   | Торонто Мейпл Лифс      | НХЛ                | 2   | 0  | 0  | 0   | 0  | —  | — | — | —  | —  |
| 2009-10   | Торонто Марлис          | АХЛ                | 19  | 8  | 7  | 15  | 4  | —  | — | — | —  | —  |
| 2009-10   | Каролина Харрикейнз     | НХЛ                | 18  | 1  | 5  | 6   | 6  | —  | — | — | —  | —  |
| 2009-10   | Олбани Ривер Рэтс       | АХЛ                | 20  | 6  | 9  | 15  | 10 | 5  | 0 | 1 | 1  | 0  |
| 2010-11   | Шарлотт Чекерс          | АХЛ                | 5   | 1  | 1  | 2   | 4  | —  | — | — | —  | —  |
| 2010-11   | Каролина Харрикейнз     | НХЛ                | 57  | 6  | 6  | 12  | 14 | —  | — | — | —  | —  |
| 2011-12   | Каролина Харрикейнз     | НХЛ                | 79  | 17 | 19 | 36  | 26 | —  | — | — | —  | —  |
| 2012-13   | Рытиржи Кладно          | Чешская экстралига | 24  | 12 | 11 | 23  | 12 | —  | — | — | —  | —  |
| 2012-13   | Каролина Харрикейнз     | НХЛ                | 48  | 23 | 15 | 38  | 18 | —  | — | — | —  | —  |
| НХЛ всего | НХЛ всего               | НХЛ всего          | 276 | 57 | 55 | 112 | 78 | —  | — | — | —  | —  |

### Международные турниры
| Год       | Команда   | Турнир    | И  | Г | П | О  | Ш  |
| --------- | --------- | --------- | -- | - | - | -- | -- |
| 2005      | Чехия     | ЮЧМ       | 7  | 3 | 0 | 3  | 2  |
| 2006      | Чехия     | ЮЧМ       | 7  | 4 | 3 | 7  | 8  |
| 2006      | Чехия     | МЧМ       | 4  | 0 | 0 | 0  | 0  |
| 2013      | Чехия     | ЧМ        | 8  | 1 | 3 | 4  | 8  |
| ЮЧМ всего | ЮЧМ всего | ЮЧМ всего | 14 | 7 | 3 | 10 | 10 |
| МЧМ всего | МЧМ всего | МЧМ всего | 4  | 0 | 0 | 0  | 0  |
| ЧМ всего  | ЧМ всего  | ЧМ всего  | 8  | 1 | 3 | 4  | 8  |